# Georges Courty

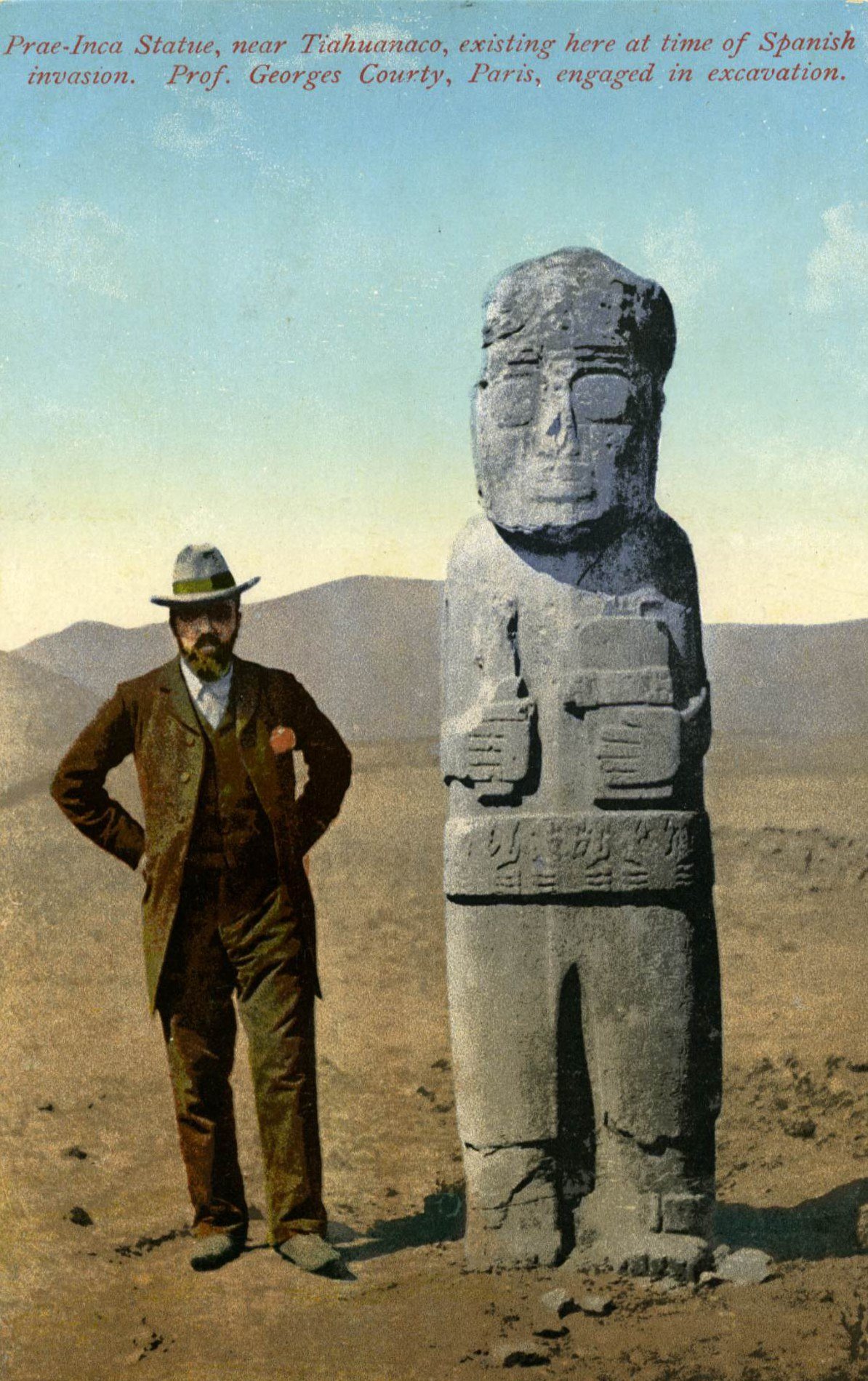
Georges Courty neben dem Mönch-Monolithen

Georges Courty (* 16. November 1875 in Paris; † 24. August 1953 in Étampes) war ein französischer Geologe und Prähistoriker.

## Leben
Er war mit dem Muséum d’histoire naturelle in Paris verbunden. 
Georges Courty gründete 1904 zusammen mit Marcel Baudouin (1860–1941), Arthur Chervin (1850–1921) und Adrien de Mortillet (1853–1931) die Zeitschrift L’Homme préhistorique.

## Tätigkeit in Tiwanaku
Im Jahr 1903 führte er archäologische Ausgrabungen an der Stätte Tiwanaku in Bolivien durch. Während eines Zeitraums von drei Monaten führte er im Rahmen der Mission scientifique française à Tiahuanaco Feldforschungen an Akapana, dem halbunterirdischen Tempel von Tiwanaku, Kalasasaya, sowie an den Chunchukala- und Putuni-Monumentalstrukturen durch. Die bei diesen Aktivitäten über 1.400 ausgegrabenen Artefakte wurden zwischen Bolivien (Museo Nacional de Arqueología de Bolivia) und Frankreich aufgeteilt  (heute im Musée du quai Branly).
Courty wurde wegen seiner mangelnden Genauigkeit und der Zerstörung der Stätten kritisiert.
Die im Jahr 1903 begonnene Mission scientifique française à Tiahuanaco unter der Leitung von Georges de Créqui-Montfort und E. Sénéchal de la Grange stellte die ersten offiziellen Ausgrabungen in Tiwanaku dar. Abgesehen von einem kurzen Bericht vor dem Internationalen Amerikanistenkongress 1904 in Stuttgart und einigen von Arthur Posnansky veröffentlichten Fotografien ist jegliche Dokumentation dieser wichtigen Ausgrabung, sofern sie jemals existierte, verloren gegangen. Nach Arthur Posnansky zerstörten die Einwohner der Stadt Tiwanacu nahezu alles, was Georges Courty ausgegraben hatte innerhalb von Tagen oder gar Stunden.
Ausgrabungen

### Putuni
Courty legte 1903 erstmals den Eingang von Putuni frei. Vor dem Eingang selbst grub er eine dreistufige polychrome Treppe aus, die von der sogenannten „Balkonmauer“ zu einem gepflasterten Platz hinunterführte, der möglicherweise ein Vorplatz nach Putuni war. Arthur Posnansky veröffentlichte kurz nach der Ausgrabung Fotos, die die Treppe zeigen. Jean-Pierre Protzen und Stella Nair geben an, die Treppe sei kurz nach der Ausgrabung von Plünderern zerstört worden oder sei nach Paris verschifft worden. Der Archäologe Alan Kolata gibt an: „Diese Treppe wurde im Einklang mit der destruktiven, akquirierenden Ethik der Zeit umgehend abgebaut und nach Paris verschifft, wo sie heute zweifellos in mit Holzwolle gefüllten Holzkisten verpackt und irgendwo in den labyrinthischen Hinterkorridoren des Musée de l’Homme verlegt bleibt“.

### Kalasasaya

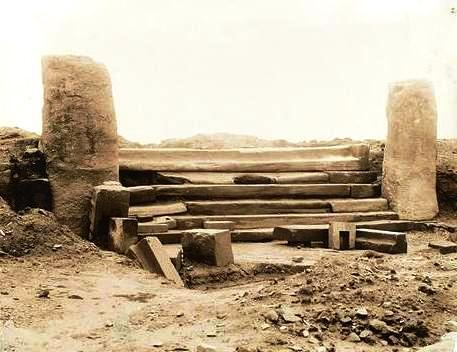
Treppen von Kalasasaya 1903

1903 wurde auch Kalasasayas Haupteingang, eine monumentale Treppe mit Blick nach Osten, von Georges Courty im Rahmen der „Französischen Mission“ freigelegt.

### Chunchukala
Im Areal Chunchukala wurden im Rahmen der „Französischen Mission“ drei Kammern ausgegraben, die aus sauber geschnittenen rechteckigen Parallelepipeden bestanden. Georges de Créqui-Montfort erwähnt die Überbleibsel von Adobe-Gebäuden mit gepflastertem Boden und weiß-rot gefärbten Wänden unmittelbar südlich der von Courty gefundenen kleinen Kammern.